# 京都市電七条線
七条線（しちじょうせん、旧字体：七條線）は、京都市の七条通に敷設されていた京都市電の軌道路線。
明治終期から大正期、昭和初期に掛けて京都市三大事業の一つ「道路拡築並電気鉄道敷設事業」、京都市区改正設計に基づく「都市計画軌道延長事業」及び「都市計画軌道延長第二期事業（外画線）」の一環として建設された。
路線は全区間併用軌道で、東山七条から西大路七条までをほぼ一直線に結んでいた。七条河原町 - 七条東洞院間は、木屋町線（1927年廃止）の狭軌と七条線の標準軌からなる「六線共用区間」（三線軌条複線）であった。
1977年（昭和52年）から翌年に掛けて廃止された。

## 沿革
- 1907年（明治40年）3月6日 市会で「道路拡築並電気鉄道敷設事業案」修正可決
- 1912年（大正元年）11月21日 七条烏丸－七条大宮開業
- 1913年（大正2年）
  - 4月5日 妙法院前（後に東山七条と改称）－七条内浜（後に七条河原町と改称）開業
  - 8月5日 七条内浜－七条烏丸開業（京電木屋町線との共用区間を含む）
- 1923年（大正12年）5月26日 市会が「第七十七号議案」議決し、七条線延長路線決定
- 1927年（昭和2年）
  - 4月5日 木屋町線七条内浜－（七条東洞院）廃止に伴い、六線共用解消
  - 4月21日 七条大宮－七条千本（山陰本線踏切東）開業
- 1928年（昭和3年）11月21日 （山陰本線踏切東）－七条千本（山陰本線踏切西）開業／七条千本移設
- 1934年（昭和9年）10月11日 七条千本－西大路七条開業　［七条線全線開業］
- 1940年（昭和15年）12月2日 急行運転開始（日曜祝祭日を除く午前6時－午前9時／午後4時－午後7時）
- 1943年（昭和18年）
  - 2月21日 急行運転強化（日曜祝祭日を含む毎日午前6時－午前10時／午後4時－午後8時）
  - 11月1日 終日急行運転実施（終了期日不明）
- 1944年（昭和19年）9月21日 貨物引込線七条千本－京都中央卸売市場開業
- 1949年（昭和24年）7月1日 貨物引込線七条千本－京都中央卸売市場廃止
- 1962年（昭和37年）3月27日 急行運転開始（日曜祝日を除く午前7時－午前9時）
- 1964年（昭和39年）6月1日 ワンマンカー運行開始（当初3週間は添乗者が付き、一人乗務は6月22日実施）
- 1965年（昭和40年）12月1日 自動車の併用軌道乗入全面開放
- 1967年（昭和42年）12月1日 三十三間堂前停留場を博物館三十三間堂前停留場に改称
- 1975年（昭和50年）3月30日 全車ワンマンカー化実施
- 1977年（昭和52年）
  - 9月30日 「さようなら 河原町・七条・烏丸線」電車運行
  - 10月1日 西大路七条－七条河原町廃止し、市バスに転換
- 1978年（昭和53年）
  - 9月30日 「さようなら 京都市電」電車運行
  - 10月1日 七条河原町－東山七条廃止し、市バスに転換　［七条線全線廃止］

## 電停一覧
停留所／交叉する通り（接続、距離、急行停車駅は路線図参照）
路線名や電停の「七条」は正式には「しちじょう」であるが、「一条」「四条」との混同を避けるため、音声案内では「ななじょう」と表現していた。
- 東山七条／東大路通
- 博物館三十三間堂前／大和大路通
- 七条大橋
- 七条河原町／河原町通
- 七条烏丸／烏丸通
- 七条西洞院／西洞院通
- 七条大宮／大宮通
- 七条壬生通／壬生通
- 七条千本／千本通
- 七条御前通／御前通
- 西大路七条／西大路通

## 他社線との交叉
平面交叉
- 京阪本線 七条駅／優先 京阪本線

立体交叉
- 山陰本線 七条通踏切／七条線 地下開削潜過